# Shavo Odadjian
Shavarsh Odadjian conegut com a Shavo Odadjian (Շավո Օդադջյան) (Yerevan, Armènia, 22 d'abril de 1974) és el baixista del grup System of a Down i un membre del grup Achozen.

## Infància i adolescència
Quan era jove, en Shavo gastava el seu temps practicant l'skateboard i escoltant música punk rock i heavy metal; els seus preferits eren Punk Angel, Dead Kennedys, Slayer, Kiss i Black Sabbath.
En Odadjian es va traslladar a Los Angeles, Califòrnia. Va ingressar a l'escola Alex Pilibos Elementary School a Los Angeles, una escola armènia parroquial, en la qual estava amb els seus futurs companys de grup Daron Malakian i Serj Tankian, però no es coneixien a causa de la diferència d'edat. En Serj era el més gran, nascut l'any 1967, en Daron l'any 1975 i en Shavo el 1974.

## Carrera
Mentre treballava en un banc, va començar a gestionar el grup musical Soil amb en Malakian i en Tankian l'any 1993 després de conèixe'ls en un estudi de gravació. L'any 1995, en Shavo va passar a ser el baixista permanent del grup. Es van anomenar "System of a Down" en honor d'un poema titulat "Victims of a Down" que va fer el seu company de grup Daron Malakian.
Odadjian és DJ popular a l'àrea de Los Angeles, formant part d'events tals com "Rock/DJ Explosion" i col·laborant amb el seu company de grup Tankian en el projecte SerArt. Utilitza el nom "DJ Tactic". És el productor executiu també del grup Onesidezero.

## Treballs cinematogràfics
Es descriu com una "persona molt visual", i ha fet de director de vídeos musicals per a System of a Down ("Aerials," "Toxicity," "Question!," i "Hypnotize") i Taproot creant atmosferes surrealistes i utilitzant mètodes innovadors a l'hora d'enregistrar. Es diu que el vídeo de la cançó "Question!" va estar basat en un somni que va tenir.
També aparegué al vídeo de "Big Gun" d'AC/DC l'any 1993.
Recentment ha dirigit un vídeo musical per a Bad Brains.
Co-produirà una pel·lícula de terror: el director d'aquesta va veure els vídeos musicals de SOAD i va pensar que la seva ajuda seria bona per a la pel·lícula. En Shavo no vol dir el director ni la pel·lícula.
Shavo also appeared as an extra in the movie Zoolander starring Ben Stiller and Owen Wilson. There is a short glimpse of him as an audience member in the upper-left hand corner during the Model of The Year awards ceremony.

## Odadjian el músic
En Shavo, que originalment era un guitarrista, tocà a Soil en aquesta condició per un cur tperíode, i diu que sap tocar la guitarra millor del que sap tocar el baix elèctric. Normalment utilitza pua, però de vegades utilitza els seus dits. A banda de tocar el baix, va cantar algunes lletres a la cançó 'Bounce' i es pot sentir en algunes cançons del disc Steal This Album!. També apareix dient la paraula "who" a la cançó 'Sugar'. Fa coros a la cançó 'Lost in Hollywood'.
Odadjian pot ser sentit a la cançó 'ATWA' cridant la paraula "ANYMORE!", i repetint les lletres d'en Serj a la cançó 'Pictures'.

## Discografia

### System of a Down
- 1998: System of a Down
- 2001: Toxicity
- 2002: Steal This Album!
- 2005: Mezmerize
- 2005: Hypnotize

### Achozen
- 2008: Primer àlbum d'estudi d'Achozen

## Col·laboracions
- 2000: Snot featuring Max Cavalera and Shavo Odadjian - "Catch a Spirit" - Strait Up
- Static-X en col·laboració amb Shavo Odadjian - "I'm with Stupid (Static-X song)" (En viu)
- 2006: RZA, Metal Skool i Shavo Odadjian - "Free Style" (En viu)
- 2007: Wu-Tang Clan en col·laboració amb Shavo Odadjian - "Unpredictable" i "Windmill"
- 2007: Tocà amb el grup Wu-Tang Clan durant el tour Rock the Bells 2007.
- 2008: Partitura per la película Babylon A.D..[2]

## Equipament

### Baixos
- Gibson Thunderbird IV (Main bass)
- Gibson Blackbird
- Ibanez BTB1000 or BTB500
- Music Man StingRay
- Meatball Iron 8088 Pro Super Bass

### Pedals d'efectes
- SansAmp bass pedal

### Amplificadors
- Capçaleres 4 Ashdown ABM900 Evo II
- Pantalles d'altaveus 4 Ashdown 8x10"